# ATP Challenger Pozoblanco
Das ATP Challenger Pozoblanco (offizieller Name: Open Ciudad de Pozoblanco) ist ein von 1999 bis 2012 sowie seit 2021 jährlich stattfindendes Tennisturnier in Pozoblanco. Es ist Teil der ATP Challenger Tour und wird im Freien auf Hartplatz gespielt. Als Austragungsort wurde bis 2008 Córdoba genannt, da Pozoblanco in der Provinz Córdoba liegt. Brandon Coupe gewann zwei Titel im Doppel, Oleg Ogorodov gewann 1999 die Konkurrenz im Einzel und Doppel. Damit sind sie die einzigen mehrfachen Turniersieger.

## Liste der Sieger

### Einzel
| Jahr                         | Sieger                 | Finalgegner           | Ergebnis         |
| ---------------------------- | ---------------------- | --------------------- | ---------------- |
| 2025                         | Daniel Mérida          | Sun Fajing            | 6:3, 6:4         |
| 2024                         | August Holmgren        | Antoine Escoffier     | 3:6, 6:3, 6:4    |
| 2023                         | Hugo Grenier           | Juan Pablo Ficovich   | 6:74, 6:2, 7:63  |
| 2022                         | Constant Lestienne     | Grégoire Barrère      | 6:0, 7:63        |
| 2021                         | Altuğ Çelikbilek       | Cem İlkel             | 6:1, 6:72, 6:3   |
| 2013–2020: nicht ausgetragen |                        |                       |                  |
| 2012                         | Roberto Bautista Agut  | Arnau Brugués Davi    | 6:3, 6:4         |
| 2011                         | Kenny de Schepper      | Iván Navarro          | 2:6, 7:5, 6:3    |
| 2010                         | Rubén Ramírez Hidalgo  | Roberto Bautista Agut | 7:66, 6:4        |
| 2009                         | Karol Beck             | Thiago Alves          | 6:4, 6:3         |
| 2008                         | Iván Navarro           | Dick Norman           | 6:74, 6:3, 7:610 |
| 2007                         | Adrián Menéndez        | Dudi Sela             | 6:4, 0:6, 7:5    |
| 2006                         | Simon Greul            | Kevin Kim             | 6:74, 6:1, 7:62  |
| 2005                         | Marcos Baghdatis       | Alejandro Falla       | 6:3, 6:3         |
| 2004                         | Gilles Müller          | Nicolás Almagro       | 6:1, 6:2         |
| 2003                         | Stefano Pescosolido    | Nicolas Mahut         | 6:4, 6:3         |
| 2002                         | Jean-François Bachelot | Cristiano Caratti     | 7:5, 3:6, 6:4    |
| 2001                         | Jarkko Nieminen        | Paul-Henri Mathieu    | 6:4, 2:6, 6:3    |
| 2000                         | Reginald Willems       | Denis Golowanow       | 4:6, 7:5, 7:64   |
| 1999                         | Oleg Ogorodov          | Gōichi Motomura       | 6:4, 3:6, 6:3    |

### Doppel
| Jahr                         | Sieger                                  | Finalgegner                            | Ergebnis          |
| ---------------------------- | --------------------------------------- | -------------------------------------- | ----------------- |
| 2025                         | Iñaki Montes de la Torre Sun Fajing     | Antani Genow Roy Stepanov              | 6:1, 7:68         |
| 2024                         | Dan Added (2) Arthur Reymond            | Liam Hignett James MacKinlay           | 6:2, 6:4          |
| 2023                         | Nam Ji-sung Song Min-kyu                | Luke Johnson Benjamin Lock             | 2:6, 6:4, [10:8]  |
| 2022                         | Dan Added (1) Albano Olivetti           | Victor Vlad Cornea Luis David Martínez | 3:6, 6:1, [12:10] |
| 2021                         | Igor Sijsling Tim van Rijthoven         | Diego Hidalgo Sergio Martos Gornés     | 5:7, 7:64, [10:5] |
| 2013–2020: nicht ausgetragen |                                         |                                        |                   |
| 2012                         | Konstantin Krawtschuk Denys Moltschanow | Adrian Mannarino Maxime Teixeira       | 6:3, 6:3          |
| 2011                         | Michail Jelgin Alexander Kudrjawzew     | Illja Martschenko Denys Moltschanow    | kampflos          |
| 2010                         | Marcel Granollers Gerard Granollers     | Brian Battistone Filip Prpic           | 6:4, 4:6, [10:4]  |
| 2009                         | Karol Beck Jaroslav Levinský            | Colin Fleming Ken Skupski              | 6:2, 6:7, [10:7]  |
| 2008                         | Johan Brunström Jean-Julien Rojer       | Jamie Cerretani Dick Norman            | 6:4, 6:3          |
| 2007                         | Santiago Ventura Fernando Vicente       | Paul Capdeville Leonardo Mayer         | 6:4, 6:3          |
| 2006                         | Justin Gimelstob Kevin Kim              | Ivo Klec Jan Mertl                     | 6:3, 7:5          |
| 2005                         | Uladsimir Waltschkou Serhij Stachowskyj | Nicolas Mahut Gilles Müller            | 7:5, 5:7, 6:3     |
| 2004                         | Brandon Coupe (2) Tripp Phillips        | Emilio Benfele Álvarez Josh Goffi      | 7:66, 7:61        |
| 2003                         | Brandon Coupe (1) Noam Okun             | Juan Ignacio Carrasco Albert Portas    | 6:4, 1:6, 6:4     |
| 2002                         | Ota Fukárek Paul Rosner                 | Emilio Benfele Álvarez Dušan Vemić     | 7:67, 6:4         |
| 2001                         | Jordan Kerr Grant Silcock               | Emilio Benfele Álvarez Michaël Llodra  | 6:3, 5:7, 6:3     |
| 2000                         | Dejan Petrović Andy Ram                 | Óscar Burrieza López Daniel Melo       | 6:1, 6:4          |
| 1999                         | Satoshi Iwabuchi Oleg Ogorodov          | Noam Behr Eyal Erlich                  | 6:3, 6:2          |